# 歡樂零件屋
《歡樂零件屋》（パーツのぱ），是日本漫畫家藤堂秋人的漫畫作品。2009年5月由ASCII Media Works旗下的「電擊Comics」（電撃コミックス）出版單行本。正體中文版由台灣角川發行。

## 概要
本作品是以一家在東京都秋葉原的DIY電腦零件販售店「CP屋」（こんぱそ）以及開在斜對面的競爭對手「Parts Lives」為背景，描寫業界所發生的趣事。平均一話約有2頁至4頁。作者本人亦實際在秋葉原取材。
不同於大多數漫畫在漫畫雜誌上連載，此漫畫作品是2007年起在電腦專門雜誌《週刊ASCII》（週刊アスキー）連載。

## 登場人物

### CP屋員工
CP屋員工的名字大多取自IT產業有關的日語諧音。
- 入輝

CP屋的打工店員、平凡的青年。秋葉系的美男子，喜歡玩美少女遊戲，但卻不擅長與女性往來。他的名字取自半導體大廠英特爾的諧音。
- 店長（名字未知）

CP屋的店長，留著西裝頭且戴眼鏡的中年男性，喜歡女僕咖啡。他已與妻子離婚，有一個寶貝女兒菜瀨美。
- 本樂睦葉（本楽 睦葉）

CP屋的打工店員，留著雙馬尾、個子嬌小看起來像國中生的女性。她自稱20多歲、喜歡抽煙，對於電腦硬體十分內行。但害怕打雷與蟑螂。她的名字取自摩托羅拉 68000 CPU的諧音。
- 手木崎（手木崎）

在CP屋擔任採購工作，對於業界十分了解且有很強的數字概念，但平常並不多話，髮型與麥當勞叔叔類似。他原來在秋葉原的大型店鋪「Plant PC」擔任採購，跳槽到CP屋的原因未知。他的名字取自德州儀器的諧音。
- 天戶勇（天戸 勇）

CP屋的新人女性打工店員，名字十分男性化，讓店長看履歷表時以為是男性。她出生於1990年，留一頭黑色的長髮、身材高佻（店內身高最高的員工）且擁有巨乳。雖然在電腦零件店打工，但對於電腦硬體並不熟，在家用的已有十年以上歷史，安裝Windows 95作業系統的NEC PC9821個人電腦。她的姓氏取自半導體大廠AMD的諧音。
- 菜瀨美（菜瀬美）

店長的女兒，就讀小學，對於電腦零件十分熟悉。以社會科的作業「公司的運作」為名義常到店裡幫忙。《週刊ASCII》秋葉原限定版有特別篇《菜瀨美的觀點》連載。她的名字取自美國國家半導體的諧音。

### Parts Lives員工
Parts Lives員工的名字取自東京都千代田區內的町名。
- 西福田

Plant PC集團併購Parts Lives後新任女性店長，以前在Plant PC仙台店工作，仙台店歇業後回到秋葉原工作，與手木崎是舊識。她的姓氏取自神田西福田町。
- 佐久間

Parts Lives前店長，為人狡詐。他的姓氏取自神田佐久間町。
- 岩本

Parts Lives的店員，喜好美少女遊戲，與CP屋的入輝水火不容，但喜歡CP屋的本樂睦葉。工作時常推推車，被稱為「推車男」。他的姓氏取自岩本町。

### 其他
- 吉田

秋葉原新聞網站《秋葉原24》的記者，說話帶有關西腔。他的姓氏取自本作品的責任編輯吉田智之。

## 作品內用語
- PHANTASY FANTASY

取自知名電子遊戲Final Fantasy
- HACHIO（ハチオ）

取自知名顯示器廠商EIZO的公司舊名NANAO（NANA在日語中是7、HACHI是8）
- NVIDEO

取自知名繪圖晶片廠商英偉達（NVIDIA）
- ELSAN

取自知名顯示卡廠商Elsa
- ZODIAC

取自香港電腦品牌Zotac
- Quiz Magicians Academia

取自日本科樂美數位娛樂所開發的益智問答街機遊戲《問答魔法學院》（QUIZ MAGIC ACADEMY）
- URAN

取自手塚治蟲漫畫《原子小金剛》內小金剛的妹妹URAN。小金剛名字ATOM與英特爾公司的CPU Atom一樣。
- RAIDEN

取自AMD（原ATI）的繪圖晶片Radeon
- 水果王國的草莓公主

取自日本遊戲開發公司Hudson Soft於1980年代推出的冒險遊戲作品《沙拉王國的蕃茄公主》
- 夢幻的頭腦

取自日本遊戲開發公司XTAL SOFT於1984年推出的RPG《夢幻的心臟》
- 冬月電子

取自秋葉原當地知名的電子零件店家秋月電子通商
- 石田電氣

取自大型3C賣場石丸電氣

## 單行本
由ASCII Media Works旗下的「電擊Comics」 EX標記刊行。
1. 第1巻 ISBN 9784048678735（2009年5月27日發售）
2. 第2巻 ISBN 9784048684347（2010年2月27日發售）
3. 第3巻 ISBN 9784048689793（2010年11月27日發售）
4. 第4巻 ISBN 9784048705615（2011年6月27日發售）
5. 第5巻 ISBN 9784048860413（2011年11月26日發售）
6. 第6巻 ISBN 9784048866590（2012年6月27日發售）
7. 第7巻 ISBN 9784048911184（2012年11月27日發售）
8. 第8巻 ISBN 9784048916950（2013年6月27日發售）
9. 第9巻 ISBN 9784048660365（2013年11月27日發售）
10. 第10巻 ISBN 9784048666251（2014年7月25日發售）

- 2011年6月開始在《週刊ASCII》BOOKS系列各雜誌揭載宣傳插圖及數篇4格漫畫。

## 外部連結
- （日語）週刊アスキー公式サイト
- （日語）ASCII.jp：週アス連載まんがの裏側も垣間見れた「週アスLIVE！」開催 （页面存档备份，存于） - 登場人物の名前の由来を含め作品の設定等裏話はこのイベントで一部明らかになった。